# Herbert Nekwapil
Herbert Nekwapil (* 16. Januar 1946) ist ein ehemaliger deutscher Fußballspieler. Für die BSG Kernkraftwerk Greifswald spielte er von 1969 bis 1979 in der DDR-Liga.

## Sportliche Laufbahn
Die Laufbahn in der zweitklassigen DDR-Liga begann für den 23-jährigen Herbert Nekwapil in der Rückrunde der Saison 1968/69, als er bei der Greifswalder Betriebssportgemeinschaft (BSG) Kernkraftwerk als Mittelstürmer in 14 Ligaspielen eingesetzt wurde. Zur Saison 1969/70 erschien er erstmals im Kader der 1. Mannschaft, wurde aber nur in der Hinrunde bis zum November in der DDR-Liga eingesetzt, meist nur als Einwechselspieler. Anschließend musste er einen 18-monatigen Wehrdienst in der Nationalen Volksarmee antreten. Nach seiner Rückkehr schloss er sich wieder der BSG KKW an und kam zum Ende der Spielzeit 1970/71 noch zweimal als Einwechsler zum Einsatz. 1971/2 bestritt Nekwapil nur die ersten vier Punktspiele in der DDR-Liga, danach erschien er erst wieder in der Saison 1973/74 in der 1. Mannschaft, nachdem Mittelstürmer Lothar Lehmann zum Oberligisten Energie Cottbus gewechselt war. Nekwapil absolvierte 20 der 22 Ligaspiele, zunächst als Mittelstürmer, in der Rückrunde im Mittelfeld. In dieser Saison schoss er seine ersten fünf Tore in der DDR-Liga. Bis 1979 konnte er sich als Stammspieler der DDR-Liga-Mannschaft behaupten und wurde zu einem der gefährlichsten Torschützen der BSG KKW. Seine erfolgreichste Saison absolvierte er 1974/75, als er alle 22 Punktspiele bestritt und mit zehn Treffern die meisten Saisontore in seiner DDR-Liga-Zeit erzielte. 1976 reichten neun und 1979 sieben Treffer, um Torschützenkönig der Greifswalder zu werden. Die Spielzeit 1978/79 war Nekwapils letzte Saison im DDR-weiten Fußballspielbetrieb. Er bestritt als Linksaußen noch einmal 20 Spiele, danach beendete er seine Laufbahn als Leistungssportler, in der er auf 144 Einsätze in DDR-Liga-Spielen und dort auf 39 Tore gekommen war. 